# آزنایوو (شهرستان ایشیمبایسکی، باشقیرستان)
آزنایوو (انگلیسی: Aznayevo, Ishimbaysky District, Republic of Bashkortostan) یک شهرک در شهرستان ایشیمبایسکی استان باشقیرستان کشور روسیه است.